# Canton de Belfort-Sud
Le canton de Belfort-Sud était un canton français situé dans le département du Territoire de Belfort et la région Franche-Comté.

## Histoire
Le canton est créé par le décret du 25 janvier 1982 scindant le canton de Belfort-Ouest. Dénommé initialement « canton de Belfort-Ouest-II », il prend ensuite[Quand ?] le nom de « canton de Belfort-Sud ».
Il est supprimé par le décret du 13 février 2014 lors du redécoupage cantonal de 2014.

## Représentation
| Période | Période | Identité                 | Étiquette   | Qualité                                                          |
| ------- | ------- | ------------------------ | ----------- | ---------------------------------------------------------------- |
| 1982    | 2008    | Gilberte Marin-Moskovitz | PS puis MDC | Agent administratif en retraite Députée (1988-1991 et 1997-2000) |
| 2008    | 2015    | Samia Jaber              | MRC puis PS | Fonctionnaire Vice-Présidente du Conseil Général                 |

## Pour approfondir